# Rallye Safari 2024
Die Rallye Safari (Kenia) war der 3. Lauf zur FIA-Rallye-Weltmeisterschaft 2024. Sie dauerte vom 28. bis zum 31. März 2024 und es wurden insgesamt 19 Wertungsprüfungen (WP) gefahren.

## Bericht
Der amtierende Weltmeister Kalle Rovanperä (Toyota) ging in der zweiten Wertungsprüfung (WP) in Führung und gewann sechs von sieben WP am Freitag. Trotz Reifenproblemen am Freitagnachmittag, schloss Rovanperä den Tag mit über einer Minute Vorsprung auf die Konkurrenz ab. Am Samstag hatte Elfyn Evans (Toyota) vier Reifenschäden zu beklagen bei der wohl härtesten Rallye der Saison. Der dritte Toyota-Fahrer Takamoto Katsuta hatte zwar auch einen Reifenschaden, schloss den Bewerb aber trotzdem auf dem zweiten Platz ab. Im Gegensatz zu den beiden ersten Rallyes der Saison konnte Hyundai in Kenia nicht refüsieren. Esapekka Lappi hatte mit Getriebeproblemen zu kämpfen. Ott Tänak erwischte einen größeren Stein und fuhr in einen Erdwall. Thierry Neuville beschädigte sich das Heck an seinen Hyundai gleich zweimal nachdem ihn herumfliegende Steine trafen, dazu kamen auch Motorprobleme. Schlussendlich kam der WM-Führende auf den fünften Gesamtrang und er hielt den Schaden in Grenzen. M-Sport ging mit defensiver Strategie in die Veranstaltung, was sich auszahlte. Adrian Fourmaux kam ohne erwähnenswertes Problem durch die Renntage. Er sicherte sich sein zweites Podest in seiner Karriere mit dem dritten Platz, wie schon bei der vorhergegangenen Rallye Schweden. In der Weltmeisterschaftstabelle war Neuvielle weiterhin in Führung mit 67, vor Elfyn Evans mit 61 und Adrien Fourmaux mit 46 Punkten.

## Meldeliste
| Nr.                  | Fahrer               | Co-Pilot                   | Auto                   |
| -------------------- | -------------------- | -------------------------- | ---------------------- |
| WRC-Klasse (Rally1)  |                      |                            |                        |
| 4                    | Esapekka Lappi       | Janne Ferm                 | Hyundai i20 N Rally1   |
| 7                    | Pierre-Louis Loubet  | Alexandre Coria            | Ford Puma Rally1       |
| 8                    | Ott Tänak            | Martin Järveoja            | Hyundai i20 N Rally1   |
| 11                   | Thierry Neuville     | Martijn Wydaeghe           | Hyundai i20 N Rally1   |
| 13                   | Grégoire Munster     | Louis Louka                | Ford Puma Rally1       |
| 16                   | Adrien Fourmaux      | Alexandre Coria            | Ford Puma Rally1       |
| 18                   | Takamoto Katsuta     | Aaron Johnston             | Toyota GR Yaris Rally1 |
| 19                   | Jourdan Serderidis   | Frédéric Miclotte          | Ford Puma Rally1       |
| 33                   | Elfyn Evans          | Scott Martin               | Toyota GR Yaris Rally1 |
| 69                   | Kalle Rovanperä      | Jonne Halttunen            | Toyota GR Yaris Rally1 |
| WRC2-Klasse (Rally2) |                      |                            |                        |
| 20                   | Oliver Solberg       | Elliott Edmondson          | Škoda Fabia RS Rally2  |
| 21                   | Nicolas Ciamin       | Yannick Roche              | Hyundai i20 N Rally2   |
| 22                   | Gus Greensmith       | Jonas Andersson            | Škoda Fabia RS Rally2  |
| 23                   | Kajetan Kajetanowicz | Maciej Szczepaniak         | Škoda Fabia RS Rally2  |
| 24                   | Carl Tundo           | Tim Jessop                 | Ford Fiesta R5         |
| 25                   | Charles Munster      | Loïc Dumont                | Hyundai i20 N Rally2   |
| 26                   | Diego Dominguez Jr.  | Rogelio Peñate             | Citroën C3 Rally2      |
| 27                   | Daniel Chwist        | Kamil Heller               | Škoda Fabia RS Rally2  |
| 28                   | Karan Patel          | Tauseef Khan               | Škoda Fabia R5         |
| 29                   | Samman Singh Vohra   | Alfir Khan                 | Škoda Fabia Rally2 evo |
| 30                   | Aakif Virani         | Azhar Bhatti               | Škoda Fabia R5         |
| 31                   | Miguel Díaz-Aboitiz  | Rodrigo Sanjuan de Eusebio | Škoda Fabia Rally2 evo |
| 32                   | George Vassilakis    | Tom Krawszik               | Ford Fiesta Rally2     |

Anmerkung: Insgesamt haben sich 29 Fahrzeuge eingeschrieben in verschiedenen Klassen.

## Klassifikationen

### WRC Rally1
| Position | Position | Nr. | Fahrer             | Co-Pilot          | Auto                   | Zeit      | Rückstand | WM-Punkte | WM-Punkte | WM-Punkte  | WM-Punkte |
| Rally1   | Gesamt   | Nr. | Fahrer             | Co-Pilot          | Auto                   | Zeit      | Rückstand | Samstag   | Sonntag   | Powerstage | Total     |
| -------- | -------- | --- | ------------------ | ----------------- | ---------------------- | --------- | --------- | --------- | --------- | ---------- | --------- |
| 1        | 1        | 69  | Kalle Rovanperä    | Jonne Halttunen   | Toyota GR Yaris Rally1 | 3:36:04.0 |           | 18        | 0         | 2          | 20        |
| 2        | 2        | 18  | Takamoto Katsuta   | Aaron Johnston    | Toyota GR Yaris Rally1 | 3:37:41.8 | 01:37.8   | 15        | 3         | 0          | 18        |
| 3        | 3        | 16  | Adrien Fourmaux    | Alexandre Coria   | Ford Puma Rally1       | 3:38:29.1 | 02:25.1   | 13        | 4         | 0          | 17        |
| 4        | 4        | 33  | Elfyn Evans        | Scott Martin      | Toyota GR Yaris Rally1 | 3:40:24.2 | 04:20.2   | 10        | 5         | 1          | 16        |
| 5        | 5        | 11  | Thierry Neuville   | Martijn Wydaeghe  | Hyundai i20 N Rally1   | 3:46:21.5 | 10:17.5   | 8         | 6         | 5          | 19        |
| 6        | 8        | 8   | Ott Tänak          | Martin Järveoja   | Hyundai i20 N Rally1   | 3:57:06.0 | 21:02.0   | 1         | 7         | 4          | 12        |
| 7        | 9        | 19  | Jourdan Serderidis | Frédéric Miclotte | Ford Puma Rally1       | 4:02:17.3 | 26:13.3   | 2         | 0         | 0          | 2         |
| 8        | 12       | 4   | Esapekka Lappi     | Janne Ferm        | Hyundai i20 N Rally1   | 4:18:25.7 | 42:21.7   | 0         | 1         | 3          | 4         |
| 9        | 15       | 13  | Grégoire Munster   | Louis Louka       | Ford Puma Rally1       | 4:33:59.9 | 57:55.9   | 0         | 2         | 0          | 2         |

### WRC Rally2
| Position | Position | Nr. | Fahrer               | Co-Pilot           | Auto                  | Zeit      | Rückstand | Punkte | Punkte |
| Rally2   | Gesamt   | Nr. | Fahrer               | Co-Pilot           | Auto                  | Zeit      | Rückstand | Rally2 | Gesamt |
| -------- | -------- | --- | -------------------- | ------------------ | --------------------- | --------- | --------- | ------ | ------ |
| 1        | 6        | 22  | Gus Greensmith       | Jonas Andersson    | Škoda Fabia RS Rally2 | 3:54:09.4 |           | 25     | 6      |
| 2        | 7        | 20  | Oliver Solberg       | Elliott Edmondson  | Škoda Fabia RS Rally2 | 3:55:32.5 | 1:23.1    | 18     | 4      |
| 3        | 10       | 23  | Kajetan Kajetanowicz | Maciej Szczepaniak | Škoda Fabia RS Rally2 | 4:02:38.4 | 8:29.0    | 15     | 3      |

Anmerkung: Insgesamt haben sich 22 Fahrzeuge von 29 gestarteten klassiert.

## Wertungsprüfungen
| Tag          | Start LT      | WP                       | Name                       | Länge                    | Gewinner                                                                             | Zeit                                    | Leader           |
| ------------ | ------------- | ------------------------ | -------------------------- | ------------------------ | ------------------------------------------------------------------------------------ | --------------------------------------- | ---------------- |
| 27. März     | 10:01         | —                        | Loldia (Shakedown)         | 5,40 km                  | Kalle Rovanperä                                                                      | 03:12.1                                 |                  |
| 28. März     | 14:05         | WP1                      | Super Special Kasarani     | 4,84 km                  | Thierry Neuville                                                                     | 03:19.0                                 | Thierry Neuville |
| Fr. 29. März | 07:15 – 07:30 | Service A Naivasha       | Service A Naivasha         | Service A Naivasha       | Service A Naivasha                                                                   | Service A Naivasha                      | Thierry Neuville |
| Fr. 29. März | 08:15         | WP2                      | Loldia 1                   | 19,17 km                 | Kalle Rovanperä                                                                      | 13:59.0                                 | Kalle Rovanperä  |
| Fr. 29. März | 09:33         | WP3                      | Geothermal 1               | 13,12 km                 | Kalle Rovanperä                                                                      | 06:51.3                                 | Kalle Rovanperä  |
| Fr. 29. März | 10:26         | WP4                      | Kedong 1                   | 31,50 km                 | Kalle Rovanperä                                                                      | 15:42.1                                 | Kalle Rovanperä  |
| Fr. 29. März | 10:31 – 11:11 | Service B Naivasha       | Service B Naivasha         | Service B Naivasha       | Service B Naivasha                                                                   | Service B Naivasha                      | Kalle Rovanperä  |
| Fr. 29. März | 13:48         | WP5                      | Loldia 2                   | 19,17 km                 | Kalle Rovanperä                                                                      | 13:56.7                                 | Kalle Rovanperä  |
| Fr. 29. März | 15:06         | WP6                      | Geothermal 2               | 13,12 km                 | Kalle Rovanperä                                                                      | 06:48.6                                 | Kalle Rovanperä  |
| Fr. 29. März | 15:59         | WP7                      | Kedong 2                   | 31,50 km                 | Kalle Rovanperä                                                                      | 15:44.2                                 | Kalle Rovanperä  |
| Fr. 29. März | 17:36 – 18:21 | Flexi Service C Naivasha | Flexi Service C Naivasha   | Flexi Service C Naivasha | Flexi Service C Naivasha                                                             | Flexi Service C Naivasha                | Kalle Rovanperä  |
| Sa. 30. März | 08:01         | WP8                      | Soysambu 1                 | 29,32 km                 | Takamoto Katsuta                                                                     | 17:12.5                                 | Kalle Rovanperä  |
| Sa. 30. März | 09:05         | WP9                      | Elmenteita 1               | 15,08 km                 | Thierry Neuville                                                                     | 08:15.8                                 | Kalle Rovanperä  |
| Sa. 30. März | 10:03         | WP10                     | Sleeping Warrior 1         | 36,08 km                 | Kalle Rovanperä                                                                      | 20:23.8                                 | Kalle Rovanperä  |
| Sa. 30. März | 12:28 – 13:08 | Service D Naivasha       | Service D Naivasha         | Service D Naivasha       | Service D Naivasha                                                                   | Service D Naivasha                      | Kalle Rovanperä  |
| Sa. 30. März | 14:34         | WP11                     | Soysambu 2                 | 29,32 km                 | Takamoto Katsuta                                                                     | 17:19.4                                 | Kalle Rovanperä  |
| Sa. 30. März | 15:35         | WP12                     | Elmenteita 2               | 15,08 km                 | Elfyn Evans                                                                          | 08:24.7                                 | Kalle Rovanperä  |
| Sa. 30. März | 16:33         | WP13                     | Sleeping Warrior 2         | 36,08 km                 | Ott Tänak                                                                            | 20:09.0                                 | Kalle Rovanperä  |
| Sa. 30. März | 18:48 – 19:33 | Flexi Service E Naivasha | Flexi Service E Naivasha   | Flexi Service E Naivasha | Flexi Service E Naivasha                                                             | Flexi Service E Naivasha                | Kalle Rovanperä  |
| So. 31. März | 07:02         | WP14                     | Malewa 1                   | 8,33 km                  | Thierry Neuville                                                                     | 05:57.3                                 | Kalle Rovanperä  |
| So. 31. März | 07:52         | WP15                     | Oserian 1                  | 18,33 km                 | Elfyn Evans                                                                          | 11:27.5                                 | Kalle Rovanperä  |
| So. 31. März | 09:05         | WP16                     | Hell’s Gate 1              | 10,53 km                 | Elfyn Evans                                                                          | 05:29.3                                 | Kalle Rovanperä  |
| So. 31. März | 10:18 – 10:33 | Service F Naivasha       | Service F Naivasha         | Service F Naivasha       | Service F Naivasha                                                                   | Service F Naivasha                      | Kalle Rovanperä  |
| So. 31. März | 11:20         | WP17                     | Malewa 2                   | 8,33 km                  | Thierry Neuville                                                                     | 05:59.0                                 | Kalle Rovanperä  |
| So. 31. März | 12:10         | WP18                     | Oserian 2                  | 18,33 km                 | Ott Tänak                                                                            | 10:55.4                                 | Kalle Rovanperä  |
| So. 31. März | 14:15         | WP19                     | Hell’s Gate 2 (Powerstage) | 10,53 km                 | 1. Thierry Neuville 2. Ott Tänak 3. Esapekka Lappi 4. Kalle Rovanperä 5. Elfyn Evans | 05:27.1 05:27.6 05:29.1 05:29.4 05:32.4 | Kalle Rovanperä  |